# Alexander Christian von Beulwitz
Alexander Christian von Beulwitz (* 1678; † 1727) war ein sächsischer Landtagsabgeordneter, Amtshauptmann, Oberforstmeister, Kammerjunker und Rittergutsbesitzer.

## Leben und Karriere
Er entstammt dem Adelsgeschlecht von Beulwitz, war der Sohn von Adam Friedrich von Beulwitz und wirkte mehrere Jahre in der Stadt Schlettau im Erzgebirge als Oberforstmeister. Er soll zwischen 1715 und 1725 den Kartoffelanbau im Erzgebirge eingeführt haben. Zu seinen Besitzungen zählte u. a. das Rittergut Erlbach im Vogtland.
Von 1699 bis 1725 nahm er an den Sächsischen Landtagen in Dresden teil, so auch 1722 als Vertreter des Engeren Ausschusses.